# آنخل لوپز
آنخل لوپز (انگلیسی: Ángel López؛ زادهٔ ۱۰ مارس ۱۹۸۱) یک بازیکن فوتبال اهل اسپانیا است.
از باشگاه‌هایی که در آن بازی کرده‌است می‌توان به ویارئال، لاس پالماس، سلتاویگو، رئال بتیس و تیم ملی فوتبال اسپانیا اشاره کرد.